# Куцовусцеві
Куцовусцеві (лат. Spondylidini Audinet-Serville, 1832) — малочисельна реліктова триба жуків з родини Скрипунових, яка налічує всього 3 роди, розповсюджених у Європі, Азії та Північній Америці.

## Розмаїття
До триби залічують такі роди: 
1. Neospondylis Sama, 2005
2. Scaphinus LeConte, 1851
3. Куцовус — Spondylis Fabricius, 1775